# Josef Haman
Josef Haman (2. května 1933 Roztoky – 13. června 2014) byl český a československý politik Komunistické strany Československa, v letech 1978–1988 tajemník Ústředního výboru KSČ a též poslanec Sněmovny národů Federálního shromáždění za normalizace.

## Biografie
Narodil se v Roztokách v severních Čechách v dělnické rodině. Vystudoval ekonomickou střední školu a studoval na Vysoké škole politických a hospodářských věd v Praze. Z ní byl vyslán na studia na Institut pro finance a ekonomii v Leningradu, který absolvoval roku 1957. Od věku 19 let byl členem KSČ. Po návratu ze studií v SSSR působil nejprve v městské samosprávě v Praze, později na ministerstvu financí. Od roku 1964 byl pracovníkem aparátu KSČ. V letech 1971–1973 byl zástupcem vedoucího ekonomického oddělení Ústředního výboru KSČ, potom v letech 1973–1976 pracovníkem sekretariátu generálního tajemníka ÚV KSČ. Za člena Ústředního výboru Komunistické strany Československa byl kooptován 16. března 1978, XVI. sjezd KSČ a XVII. sjezd KSČ ho v této funkci potvrdil. V období listopad 1982 – listopad 1989 byl navíc kandidátem předsednictva ÚV KSČ a od března 1978 do dubna 1988 členem sekretariátu a tajemníkem ÚV KSČ. V období let 1976–1978 působil na postu vedoucího Kanceláře prezidenta ČSSR. Byl blízkým spojencem Gustáva Husáka a po jeho odchodu z pozice generálního tajemníka KSČ začal ve straně ztrácet vliv. Jako dlouholetý funkcionář obdržel státní vyznamenáni Za zásluhy a výstavbu (1970) a Řád republiky (1983).
Po volbách roku 1976 zasedl do české části Sněmovny národů (volební obvod č. 63 – Ostrava II, Severomoravský kraj). Křeslo ovšem nabyl až dodatečně v květnu 1980 po doplňovacích volbách poté, co zemřel poslanec Leopold Kovalčík. Mandát obhájil ve volbách roku 1981 (obvod Ostrava II) a volbách roku 1986 (obvod Ostrava II). Ve Federálním shromáždění setrval do prosince 1989, kdy rezignoval na svůj mandát v rámci procesu kooptací do Federálního shromáždění po sametové revoluci.